# Ятрышник мелкоточечный
Ятры́шник мелкото́чечный (лат. Órchis punctulata) — многолетнее травянистое растение рода Ятрышник (Orchis) семейства Орхидные (Orchidaceae).

## Ботаническое описание

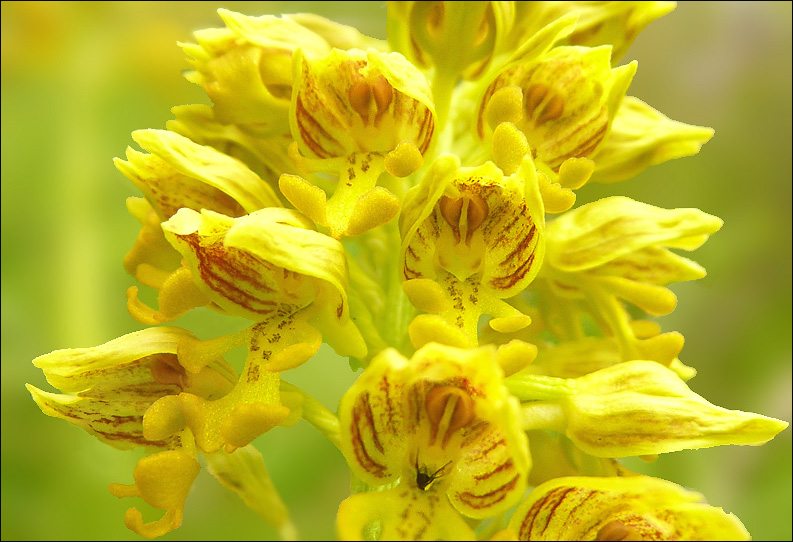
В апреле в лесу — в окрестностях Новороссийска

Многолетник с простым стеблем, высотой (20)25-60 см, листья широколанцетные, собраны в розетку.
Клубни яйцевидные, крупные.
Соцветие цилиндрическое, колосовидное, редковатое. Цветки с сильным ванильным ароматом. Прицветники зелёные, треугольно-яйцевидные, заострённые, 2—3 мм длиной, намного короче завязи. Листочки наружного круга желтовато-зеленоватые, с коричневато-пурпурными или лиловыми крапинками, внутреннего — мелкие, линейные. Губа зеленовато-жёлтая с мелкими тёмными крапинками. Средняя доля губы двухлопастная, со шпорцем; шпорец вдвое короче завязи. Между лопастями губы находится маленький линейный зубчик. Завязь сидячая, скрученная. Цветёт в мае—июне. Плодоносит в июле. Размножается семенами, произрастающими при контакте с почвенными грибами-симбионтами. Декоративное.

## Распространение
Ятрышник обезьяний широко распространён от Южной, Западной Европы и Северной Африки до Ирана. В России — на Черноморском побережье Кавказа, растёт в горном Крыму, в степной части Крыма (окрестности Феодосии) и Южном Крыму (долина Ласпи, окрестности Судака).
Встречается на лугах, опушках, в зарослях кустарников, на щебнистых склонах в горах на высоте до 600—700 м над уровнем моря.
Числится в Красной книге России — категория III (редкий вид).
Численность крайне мала, в пределах ареала встречается крайне редко, единичными экземплярами или по два-три.

## Лимитирующие факторы и меры охраны
Сбор цветущих растений, разрушение местообитаний в результате террасирования горных склонов. Необходимо установить контроль за состоянием популяций, создать микрозаказники, ввести культуру в ботанических садах.